# کامبرلند، ایندیانا
کامبرلند (به انگلیسی: Cumberland) یک شهر در ایالات متحده آمریکا است که در ایندیانا واقع شده‌است. کامبرلند ۶٫۱۹ کیلومتر مربع مساحت و ۵٬۱۶۹ نفر جمعیت دارد و ۲۶۰ متر بالاتر از سطح دریا واقع شده‌است.